# Macrocera flexa
Macrocera flexa är en tvåvingeart som beskrevs av Ostroverkhova 1974. Macrocera flexa ingår i släktet Macrocera och familjen platthornsmyggor. Inga underarter finns listade i Catalogue of Life.